# Balatonring
De Balatonring was een circuit gelegen in Sávoly aan het Balatonmeer op 180 km afstand van de Hongaarse hoofdstad Boedapest. In november 2008 werd gestart met de aanleg van het circuit. Het heeft een lengte van 4,650 km. Er stond in 2009 een MotoGP-race gepland, maar die werd wegens de kredietcrisis afgelast. In juli 2009 werd bekendgemaakt dat er op het circuit de eerste MotoGP-race gehouden zal worden op 19 september 2010 als onderdeel van het wegrace seizoen van 2010. In 2009 was het circuit zwaar in verval geraakt door de hevige concurrentie met de Hungaroring en de Euro-Ring.